# Oskar von Pistor
Oskar Ritter von Pistor (tudi Oskar de Pistor), slovenski slikar, * 19. november 1865, Dunaj, † 10. maj 1928, Vuzenica.
Pistor je študiral na splošnem oddelku slikarske šole dunajske akademije pri profesorju Christianu Griepenkerlu in na münchenski akademiji pri profesorju Franzu von Defreggerju. Leta 1897 se je z družino preselil v Vuzenico po tem, ko se je leta 1890 poročil s hčerko posestnika iz Vuzenice, Ano Verdnik, s katero sta imela devet otrok. Njegov oče je kupil ostanke vuzeniškega gradu, kjer si je nato uredil atelje in družinsko bivališče. Slikal je predvsem portrete meščanov in aristokratov v Gradcu, Celovcu in na Dunaju. Leta 1920 je razstavil 16 svojih del na I. umetnostni razstavi v Mariboru. Leta 1995 je bila v Koroški galeriji likovnih umetnosti pregledna razstava njegovih ohranjenih del, ob portretih je naslikal tudi nekaj tihožitij in slik z nabožnimi motivi.